# La Chapelle-au-Moine
La Chapelle-au-Moine – miejscowość i gmina we Francji, w regionie Normandia, w departamencie Orne.
Według danych na rok 1990 gminę zamieszkiwało 625 osób, a gęstość zaludnienia wynosiła 117 osób/km² (wśród 1815 gmin Dolnej Normandii Chapelle-au-Moine plasuje się na 359. miejscu pod względem liczby ludności, natomiast pod względem powierzchni na miejscu 855.).